# داکتولیسیب
داکتولیسیب (انگلیسی: Dactolisib) یا «BEZ-235» یک ایمیدازوکینولین است که به‌عنوان یک بازدارنده فسفواینوزیتید ۳-کیناز عمل می‌کند. این مولکول، بازدارندهٔ mTOR هم هست و پژوهش‌هایی در حالِ انجام است تا از آن، در درمان سرطان استفاده شود.
این دارو برای سلول‌های سرطانی در «ماکروگلوبولینمی والدنشتروم» کُشنده بوده‌است.
داکتولیسیب نخستین بازدارنده فسفواینوزیتید ۳-کیناز بود که در سال ۲۰۰۶ میلادی به مرحلهٔ کارآزمایی‌های بالینی رسید.
تاکنون فاز ۱-بی و فاز ۲ از کارآزمایی بالینی آن، جهت درمانِ سرطان پیشرفتهٔ موضعی یا متاستاز دادهٔ پستان به اتمام رسیده‌است.
همچنین نتایج مطالعهٔ فاز ۲ آن در درمان تومور نورواندوکرین لوزالمعده (pNET) منتشر شده‌است.